# Ulva Island
Ulva Island, in der Sprache der Māori als Te Wharawhara bekannt, ist eine Insel in der Bucht des Paterson Inlet/Whaka a Te Wera von Stewart Island, Neuseeland. Administrativ zählt die Insel mit zur Region Southland.

## Namensherkunft
Die Insel wurde vermutlich nach der Insel Ulva der Inneren Hebriden in Schottland benannt.

## Geographie
Ulva Island befindet sich im Paterson Inlet/Whaka a Te Wera, rund 2,5 km südlich von Oban und rund 840 m westlich der Halbinsel The Neck, die das Inlet nach Osten hin zu mehr als die Hälfte abschließt. Die 2,67 km² große Insel besitzt bei einer Länge von rund 3,5 km in Westnordwest-Ostsüdost-Richtung und einer Breite von rund 1,5 km in Nord-Süd-Richtung eine rund 11 km lange Küstenlinie. Die höchste Erhebung der Insel befindet sich mit 72 m zentral in der Mitte der Insel.
Neben ein paar kleinen Inseln die Ulva Island umgeben, ist Native Island, rund 1,4 km nordnordöstlich, die mit Abstand größte Nachbarinsel. Rund 1,2 km südlich wären noch die kleineren Insel Refuge Island, Tommy Island, Crayfish Island, Groper Island und Goat Island zu nennen und westlich in einer Entfernung von rund 920 m Tamihau Island.

## Geschichte
Die Insel war unter den Māori als Te Wharawhara bekannt und erhielt von den ersten Europäern, die die Insel besuchten, zunächst den Namen Cooper Island oder Cowper Island. Später wurde sie höchstwahrscheinlich durch einen Landvermesser in Ulva Island umbenannt.
In den 1860er Jahren kaufte der frühere Naturforscher Charles Traill von den Orkney-Inseln 7,8 ha Land von Ulva Island, wurde 1870 dort ansässig und richtete an der Küste der Insel einen kleinen Gemischtwarenladen und später im Jahr 1872 ein Postamt ein. 1892 wurde Ulva Island dann zum ersten Landschaftsschutzgebiet in der Region von Stewart Island ernannt. In den 1920er Jahren konnte die Familie von Howard Hunter Land der Insel ersteigern, dass sie dann für ihre Urlaube nutzte.
Im Jahr 2002 wurde das Landschaftsschutzgebiet von Ulva Island in den Rakiura National Park eingegliedert und im Jahr 2004 ein Meeresschutzgebiet im Paterson Inlet/Whaka a Te Wera eingerichtet, das etwa die Hälfte der Küstenlinie von Ulva Island umfasst.

## Fährverbindung
Es besteht eine Wasser-Taxi-Verbindung zwischen Oban von der Golden Bay aus zu Ulva Island in die Post Office Bay. Die Überfahrt benötigt acht Minuten. Auf diesem Wege besuchen jährlich 20.000 Touristen die Insel, mit steigender Tendenz.

## Scenic Reserve
Die 1892 zu Landschaftsschutzgebiet erklärte Insel wurde nach einem Ausrottungsprogramm 1996 für rattenfrei erklärt und auf der Insel ausgestorbene Vogelarten wurden wieder angesiedelt. Dazu gehören u. a. Vogelarten wie der Tieke (Philesturnus carunculatus), das Gelbköpfchen (auch Mohua, Mohoua ochrocephala genannt) und der Langbeinschnäpper (auch toutouwai, Petroica australis genannt).

## Ulva Island/Te Wharawhara Marine Reserve
Das im Jahr 2004 eingerichtete Meeresschutzgebiet Ulva Island/Te Wharawhara Marine Reserve umfasst eine Fläche von 10,75 km². Das Reservat schützt die Meeresbewohner vor Fischerei, Bergbaus und Umweltverschmutzung. Die Flüsse der Insel führen wenige Sedimente und Nährstoffe mit sich, was dem Meeresschutzgebiet ebenfalls zugutekommt. Das Ulva Island/Te Wharawhara Marine Reserve ist vom Mātaitai-Reservat umgeben, in dem die kommerzielle Fischerei verboten ist und die Freizeitfischerei reguliert wurde.